# Башарат
Башарат (азерб. Başarat) — село в одноимённом административно-территориальном округе Губадлинского района Азербайджана.

## История
По данным «Свода статистических данных о населении Закавказского края, извлеченных из посемейных списков 1886 года», в селе Алианлы (Башарат) Гарарского сельского округа Зангезурского уезда Елизаветпольской губернии было 22 дыма и проживало 137 курдов. 39 жителей села были шиитского, а остальные 98 суннитского вероисповедания. Все жители являлись владельческими крестьянами.
В ходе Первой карабахской войны, в 1993 году село было занято армянскими вооружёнными силами, и до ноября 2020 года находилось под контролем непризнанной НКР. Согласно административно-территориальному делению НКР, село находилось в Кашатагском районе и называлось Амутег. 4 ноября 2020 года, в ходе вооружённого конфликта, президент Азербайджана объявил об освобождении села Башарат вооружёнными силами Азербайджана.

## Топонимика
Ойконим Башарат состоит из компонентов «баш» (азерб. baş) — верхний  и «арат» — территория выделенная для отдыха. Видимо, на территории района когда-то существовало и село Ашагы (азерб. aşağı — нижний) Арат.